# Dyskografia Taio Cruza
Artykuł przedstawia całkowitą dyskografię brytyjskiego wokalisty i producenta muzycznego Taio Cruza. Artysta w sumie wydał trzy albumy studyjne, osiemnaście solowych singli oraz osiemnaście solowych teledysków dzięki wytwórni Universal Music.
Debiutancki album Cruza, Departure, ukazał się w Wielkiej Brytanii w marcu 2008 nakładem wytwórni Island Records i znalazł się na pozycji #17 zestawienia UK Albums Chart. Krążek promowały single „I Just Wanna Know”, „Moving On”, „Come On Girl”, „I Can Be” oraz „She’s like a Star”. Utwory na wydawnictwie napisane, wyprodukowane i zaaranżowane zostały przez samego artystę. We wrześniu 2008 Departure oficjalnie zyskał status złotej płyty przyznany przez brytyjski przemysł fonograficzny.
Drugi album wokalisty, Rokstarr wydany został w październiku 2009 i osiadł na miejscu #14 w Wielkiej Brytanii. Główny singel promujący wydawnictwo „Break Your Heart” znalazł się na szczycie notowań w rodzimym kraju Cruza, Kanadzie, Stanach Zjednoczonych oraz Szwajcarii, jednak w ostatnich trzech krajach wydana została wersja utworu z gościnnym wokalem Ludacrisa. W maju 2010 premierę miała kompozycja „Dirty Picture” z gościnnym udziałem amerykańskiej wokalistki o pseudonimie Kesha, która znalazła się w Top 10 oficjalnych zestawień w UK oraz Irlandii. Utwór „Dynamite” ukazał się jako drugi singel prezentujący wydawnictwo w Ameryce Północnej i osiadł w ścisłych czołówkach tamtejszych oficjalnych notowań. Podobny sukces piosenka zyskała w Australii oraz Nowej Zelandii, gdzie wydana została jako trzeci singel promujący Rokstarr. W Wielkiej Brytanii „Dynamite” znalazł się na szczycie zestawienia UK Singles Chart stając się drugim singlem numer jeden w Wielkiej Brytanii w karierze Cruza. Kolejna kompozycja promująca krążek, „Higher” nagrana została z gościnnym udziałem Kylie Minogue oraz Traviego McCoya i wydana w różnych wersjach w zależności od kraju zyskując umiarkowany sukces komercyjny.

## Albumy studyjne
| Tytuł                                               | Informacje                                                                        | Najwyższe pozycje na listach | Najwyższe pozycje na listach | Najwyższe pozycje na listach | Najwyższe pozycje na listach | Najwyższe pozycje na listach | Najwyższe pozycje na listach | Najwyższe pozycje na listach | Najwyższe pozycje na listach | Najwyższe pozycje na listach | Najwyższe pozycje na listach | Statusy      |
| Tytuł                                               | Informacje                                                                        | UK                           | AUS                          | AUT                          | CAN                          | FRA                          | GER                          | IRL                          | NLD                          | SWI                          | US                           | Statusy      |
| --------------------------------------------------- | --------------------------------------------------------------------------------- | ---------------------------- | ---------------------------- | ---------------------------- | ---------------------------- | ---------------------------- | ---------------------------- | ---------------------------- | ---------------------------- | ---------------------------- | ---------------------------- | ------------ |
| Departure                                           | - Wydany: 17 marca 2008 - Wytwórnia: Island - Format: CD, digital download        | 17                           | –                            | –                            | –                            | –                            | –                            | –                            | –                            | –                            | –                            | - UK: Złoto  |
| Rokstarr                                            | - Wydany: 12 października 2009 - Wytwórnia: Island - Format: CD, digital download | 14                           | 14                           | 36                           | 3                            | 20                           | 31                           | 24                           | 95                           | 37                           | 8                            | - AUS: Złoto |
| TY.O                                                | - Wydany: 2 grudnia 2011 - Wytwórnia: Island - Format: CD, digital download       | –                            | 95                           | 36                           | –                            | –                            | 28                           | –                            | 100                          | 15                           | –                            |              |
| "–" album nie był notowany, bądź nie został wydany. |                                                                                   |                              |                              |                              |                              |                              |                              |                              |                              |                              |                              |              |

## Kompilacje
| The Rokstarr Collection                             | - Wydany: 20 września 2010 - Wytwórnia: Island - Format: CD, digital download | 16 | - UK: Srebro |
| "–" album nie był notowany, bądź nie został wydany. |                                                                               |    |              |

## Single
| Tytuł                                                | Rok  | Najwyższe pozycje na listach | Najwyższe pozycje na listach | Najwyższe pozycje na listach | Najwyższe pozycje na listach | Najwyższe pozycje na listach | Najwyższe pozycje na listach | Najwyższe pozycje na listach | Najwyższe pozycje na listach | Najwyższe pozycje na listach | Najwyższe pozycje na listach | Najwyższe pozycje na listach | Najwyższe pozycje na listach | Statusy                                                                       | Album                   |
| Tytuł                                                | Rok  | POL                          | UK                           | AUS                          | AUT                          | CAN                          | FRA                          | GER                          | IRL                          | NLD                          | NZ                           | SWI                          | US                           | Statusy                                                                       | Album                   |
| ---------------------------------------------------- | ---- | ---------------------------- | ---------------------------- | ---------------------------- | ---------------------------- | ---------------------------- | ---------------------------- | ---------------------------- | ---------------------------- | ---------------------------- | ---------------------------- | ---------------------------- | ---------------------------- | ----------------------------------------------------------------------------- | ----------------------- |
| „I Just Wanna Know”                                  | 2006 | –                            | 29                           | –                            | –                            | –                            | –                            | –                            | –                            | –                            | –                            | –                            | –                            | –                                                                             | Departure               |
| „Moving On”                                          | 2007 | –                            | 29                           | –                            | –                            | –                            | –                            | –                            | –                            | –                            | –                            | –                            | –                            | –                                                                             | Departure               |
| „Come On Girl” (z gościnnym udziałem Luciany)        | 2008 | –                            | 5                            | –                            | –                            | –                            | –                            | –                            | 19                           | –                            | –                            | –                            | –                            | –                                                                             | Departure               |
| „I Can Be”                                           | 2008 | –                            | 18                           | –                            | –                            | –                            | –                            | –                            | 23                           | –                            | –                            | –                            | –                            | –                                                                             | Departure               |
| „She’s like a Star”                                  | 2008 | –                            | 20                           | –                            | –                            | –                            | –                            | –                            | –                            | –                            | –                            | –                            | –                            | –                                                                             | Departure               |
| „Break Your Heart” [A]                               | 2009 | 87                           | 1                            | 2                            | 10                           | 1                            | 2                            | 5                            | 2                            | 21                           | 17                           | 1                            | 1                            | - AUS: 2× platyna - GER: Złoto - NZ: Złoto - SWI: 2× platyna - US: 3× platyna | Rokstarr                |
| „No Other One”                                       | 2009 | –                            | 42                           | –                            | –                            | –                            | –                            | –                            | –                            | –                            | –                            | –                            | –                            | –                                                                             | Rokstarr                |
| „Dirty Picture” (z gościnnym udziałem Keshy)         | 2010 | –                            | 6                            | 16                           | –                            | 49                           | –                            | –                            | 10                           | 72                           | 11                           | –                            | 96                           | - AUS: Złoto - NZ: Złoto                                                      | Rokstarr                |
| „Dynamite”                                           | 2010 | 5                            | 1                            | 1                            | 2                            | 1                            | 5                            | 3                            | 1                            | 4                            | 1                            | 3                            | 2                            | - AUS: 5× platyna - GER: Złoto - NZ: Platyna - SWI: Platyna - US: 5× platyna  | The Rokstarr Collection |
| „Higher” [B]                                         | 2010 | 2                            | 8                            | 25                           | 3                            | 13                           | 7                            | 3                            | 7                            | 15                           | 5                            | 4                            | 24                           | - AUS: Złoto - NZ: Złoto - SWI: Platyna                                       | The Rokstarr Collection |
| „Telling the World”                                  | 2011 | –                            | –                            | –                            | 21                           | –                            | –                            | 35                           | –                            | 96                           | –                            | –                            | –                            | –                                                                             | Rio soundtrack          |
| „Hangover” (z gościnnym udziałem Flo Ridy)           | 2011 | –                            | 27                           | 3                            | 1                            | 13                           | 8                            | 2                            | 22                           | 12                           | 10                           | 1                            | 62                           | - AUS: 4× platyna - GER: Platyna - SWI: 3× platyna                            | TY.O                    |
| „Troublemaker”                                       | 2011 | –                            | 3                            | 10                           | 12                           | –                            | 90                           | 6                            | 18                           | 50                           | –                            | 7                            | –                            | - AUS: Platyna - GER: Złoto - SWI: Platyna                                    | TY.O                    |
| „There She Goes”                                     | 2012 | –                            | 12                           | –                            | 8                            | 65                           | 65                           | 5                            | 40                           | 67                           | –                            | 2                            | –                            | - GER: Złoto - SWI: Złoto                                                     | TY.O                    |
| „World in Our Hands”                                 | 2012 | –                            | –                            | –                            | 5                            | –                            | –                            | 4                            | –                            | –                            | –                            | 70                           | –                            | –                                                                             | TY.O                    |
| „Fast Car”                                           | 2012 | –                            | –                            | 28                           | 34                           | –                            | –                            | 39                           | –                            | –                            | –                            | –                            | –                            | –                                                                             | TY.O                    |
| „Do What You Like”                                   | 2015 | –                            | –                            | –                            | –                            | –                            | –                            | –                            | –                            | –                            | –                            | –                            | –                            | –                                                                             | —                       |
| „Booty Bounce” (wraz z Tujamo)                       | 2016 | –                            | –                            | –                            | –                            | –                            | –                            | 83                           | –                            | 77                           | –                            | –                            | –                            | –                                                                             | —                       |
| "–" singel nie był notowany, bądź nie został wydany. |      |                              |                              |                              |                              |                              |                              |                              |                              |                              |                              |                              |                              |                                                                               |                         |

Adnotacje
- A ^ Wersja wydana w kilku krajach zawiera gościnny wokal Ludacrisa.
- B ^ Istnieją cztery wersje utworu: solo, zawierająca gościnny wokal Kylie Minogue, zawierająca gościnny wokal Travie McCoya oraz zawierająca gościnne wokale obu artystów. Wydawnictwa Rokstarr i The Rokstarr Collection zawierają jedynie wersję solo.

### Z gościnnym udziałem
| Tytuł                                                           | Rok  | Najwyższe pozycje na listach | Najwyższe pozycje na listach | Najwyższe pozycje na listach | Najwyższe pozycje na listach | Najwyższe pozycje na listach | Najwyższe pozycje na listach | Najwyższe pozycje na listach | Najwyższe pozycje na listach | Najwyższe pozycje na listach | Najwyższe pozycje na listach | Album                |
| Tytuł                                                           | Rok  | UK                           | AUS                          | CAN                          | FRA                          | GER                          | IRL                          | NLD                          | NZ                           | SWI                          | US                           | Album                |
| --------------------------------------------------------------- | ---- | ---------------------------- | ---------------------------- | ---------------------------- | ---------------------------- | ---------------------------- | ---------------------------- | ---------------------------- | ---------------------------- | ---------------------------- | ---------------------------- | -------------------- |
| „Take Me Back” (Tinchy Stryder featuring Taio Cruz)             | 2009 | 3                            | –                            | –                            | –                            | –                            | 16                           | –                            | –                            | –                            | –                            | Catch 22             |
| „Second Chance” (Tinchy Stryder featuring Taio Cruz)            | 2010 | 22                           | –                            | –                            | –                            | –                            | 35                           | –                            | –                            | –                            | –                            | Third Strike         |
| „Shine a Light” (McFly featuring Taio Cruz)                     | 2010 | 4                            | –                            | –                            | –                            | –                            | 13                           | –                            | –                            | –                            | –                            | Above the Noise      |
| „Little Bad Girl” (David Guetta featuring Taio Cruz & Ludacris) | 2011 | 4                            | 15                           | 14                           | 3                            | 5                            | 8                            | 39                           | 19                           | 7                            | 70                           | Nothing but the Beat |
| "–" singel nie był notowany, bądź nie został wydany.            |      |                              |                              |                              |                              |                              |                              |                              |                              |                              |                              |                      |

## Teledyski
| Tytuł                                | Rok  | Reżyser           |
| ------------------------------------ | ---- | ----------------- |
| „I Just Wanna Know”                  | 2006 | Andy Hylton       |
| „Moving On”                          | 2007 | Shane Stirling    |
| „Come On Girl”                       | 2008 | Alex Herron       |
| „I Can Be”                           | 2008 | Alex Herron       |
| „She’s like a Star”                  | 2008 | Alex Herron       |
| „Break Your Heart” (Pierwsza wersja) | 2009 | Alex Herron       |
| „No Other One”                       | 2009 | Alex Herron       |
| „Break Your Heart” (Druga wersja)    | 2009 | Alex Herron / Taj |
| „Dirty Picture”                      | 2010 | Alex Herron       |
| „Dynamite”                           | 2010 | Alex Herron       |
| „Higher”                             | 2010 | Alex Herron       |
| „Falling in Love”                    | 2011 | Aaron Platt       |
| „Telling the World”                  | 2011 |                   |
| „Hangover”                           | 2011 | Martin Weisz      |
| „Troublemaker”                       | 2011 | Martin Weisz      |
| „There She Goes”                     | 2012 | Alex Herron       |
| „Fast Car”                           | 2012 | Colin Tilley      |
| „Do What You Like”                   | 2015 | Ray Kay           |

Z gościnnym udziałem
| Tytuł             | Rok  | Reżyser                    | Artysta                                   |
| ----------------- | ---- | -------------------------- | ----------------------------------------- |
| „Take Me Back”    | 2009 | Emil Nava                  | Tinchy Stryder (feat. Taio Cruz)          |
| „Second Chance”   | 2010 | Emil Nava                  | Tinchy Stryder (feat. Taio Cruz)          |
| „Shine a Light”   | 2010 | Phil Griffin               | McFly (feat. Taio Cruz)                   |
| „Little Bad Girl” | 2011 | Bruno Mars / Cameron Duddy | David Guetta (feat. Taio Cruz & Ludacris) |